# Bralon Taplin
Bralon Taplin (Saint George's, 8 mei 1992) is een Grenadiaans sprinter. Hij nam eenmaal deel aan de Olympische Zomerspelen.

## Biografie
In 2016 eindigde Taplin vierde in de finale van de 400 meter op de WK Indoor in Portland. Later dat jaar nam Taplin deel aan de Olympische Spelen van 2016 in Rio de Janeiro. Taplin was de snelste in zowel zijn serie als zijn halve finale van de 400 meter. In de finale eindigde Taplin op de zevende plaats.

## Persoonlijke records
Outdoor
| Onderdeel | Prestatie | Datum        | Plaats     |
| --------- | --------- | ------------ | ---------- |
| 200 m     | 20,83     | 5 april 2012 | San Angelo |
| 400 m     | 44,38     | 15 juli 2016 | Monaco     |

Indoor
| Onderdeel | Prestatie | Datum           | Plaats          |
| --------- | --------- | --------------- | --------------- |
| 200 m     | 20,80     | 17 januari 2015 | College Station |
| 400 m     | 45,20     | 16 januari 2016 | College Station |

## Palmares

### 400 m
- 2015: 8e in serie WK - 46,27 s
- 2016: 4e WK Indoor - 46,56 s
- 2016: 7e OS - 44,45 s